# 日本国憲法第83条
日本国憲法第83条（にほんこく（にっぽんこく）けんぽうだい83じょう）は、日本国憲法の第7章にある条文であり、財政処理の権限について規定している。

## 条文
日本国憲法、e-Gov法令検索。

第八十三条国の財政を処理する権限は、国会の議決に基いて、これを行使しなければならない。

## 沿革

### 大日本帝国憲法
東京法律研究会 p.13-14

第六十四條
國家ノ歳出歳入ハ毎年豫算ヲ以テ帝國議會ノ協贊ヲ經ヘシ
豫算ノ款項ニ超過シ又ハ豫算ノ外ニ生シタル支出アルトキハ後日帝國議會ノ承諾ヲ求ムルヲ要ス
第六十七條
憲法上ノ大權ニ基ツケル既定ノ歳出及法律ノ結果ニ由リ又ハ法律上政府ノ義務ニ屬スル歳出ハ政府ノ同意ナクシテ帝國議會之ヲ廢除シ又ハ削減スルコトヲ得ス
第七十一條
帝國議會ニ於テ豫算ヲ議定セス又ハ豫算成立ニ至ラサルトキハ政府ハ前年度ノ豫算ヲ施行スヘシ

### 憲法改正要綱
「憲法改正要綱」、国立国会図書館「日本国憲法の誕生」。

二十五参議院ハ衆議院ノ議決シタル予算ニ付増額ノ修正ヲ為スコトヲ得サル旨ノ規定ヲ設クルコト
二十七第六十七条ノ規定ヲ改メ憲法上ノ大権ニ基ツケル既定ノ歳出ハ政府ノ同意ナクシテ帝国議会之ヲ廃除シ又ハ削減スルコトヲ得ルモノトスルコト
三十第七十一条ノ規定ヲ改メ予算不成立ノ場合ニハ政府ハ会計法ノ定ムル所ニ依リ暫定予算ヲ作成シ予算成立ニ至ルマテノ間之ヲ施行スヘキモノトシ此ノ場合ニ於テ帝国議会閉会中ナルトキハ速ニ之ヲ召集シ其ノ年度ノ予算ト共ニ暫定予算ヲ提出シ其ノ承諾ヲ求ムルヲ要スルモノトスルコト

### GHQ草案
「GHQ草案」、国立国会図書館「日本国憲法の誕生」。

#### 日本語
第七十六条租税ヲ徴シ、金銭ヲ借入レ、賃金ヲ使用シ並ニ硬貨及通貨ヲ発行シ及其ノ価格ヲ規整スル権限ハ国会ヲ通シテ行使セラルヘシ

#### 英語
Article LXXVI.The power to levy taxes, borrow money, appropriate funds, issue and regulate the value of coins and currency shall be exercised through the Diet.

### 憲法改正草案要綱
「憲法改正草案要綱」、国立国会図書館「日本国憲法の誕生」。

第七十九国ノ財政ヲ処理スル権限ノ行使ハ国会ノ議決ニ基クコトヲ要スルコト

### 憲法改正草案
「憲法改正草案」、国立国会図書館「日本国憲法の誕生」。

第七十九条国の財政を処理する権限は、国会の議決に基いて、これを行使しなければならない。

## 解説
財政民主主義の現れである財政国会中心主義を定めている。